# Museo civico archeologico Girolamo Rossi

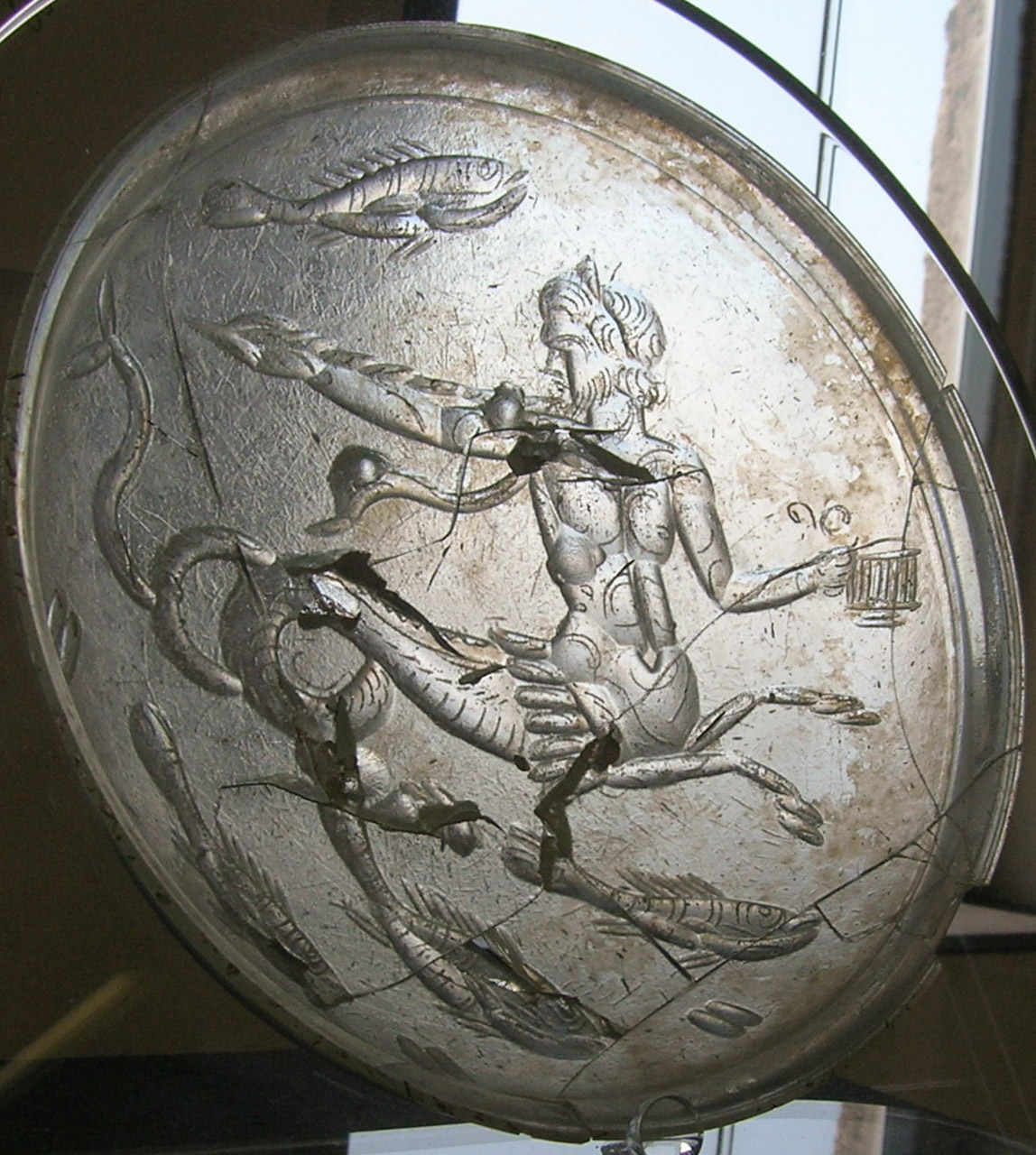
Coppa con ictiocentauro che nuota in un mare di pesci proveniente dalle officine di Colonia Agrippina (attuale Colonia in Germania), III secolo d.C.

Il Museo civico archeologico "Girolamo Rossi" di Ventimiglia è un museo archeologico, gestito dall'amministrazione comunale della città.
È situato non lontano dal centro storico medievale e dal percorso della romana Via Julia Augusta.
Ha sede in via Giuseppe Verdi, sul piano rialzato della Fortezza dell'Annunziata, dove è aperto al pubblico dal 1984.
È intitolato a Girolamo Rossi (1831-1914), erudito locale e scopritore del teatro e della città romana di Albintimilium (oggi Ventimiglia).
Il museo si sviluppa in sette sale, su oltre 1200 metri quadrati, in cui sono esposti significativi reperti archeologici provenienti, principalmente, dagli scavi dell'antica Albintimilium.

## Le sale espositive
Il percorso della visita attraversa sette sale espositive:
- Sala 1: "Dalle collezioni intemelie al Museo", con riproduzioni delle mappe e documenti della Fortezza dell'Annunziata.
- Sala 2: "Lapidi e fittili intrusi", collezione di statuette fittili con alcuni personaggi collegati al mondo del teatro (bustino femminile, personaggio togato).
- Sala 3: "Il lapidario", uno dei lapidario più importanti della Liguria, con un insieme di iscrizioni romane databili fra il I e il IV secolo d.C.
- Sala 4: "La scultura", con sculture collezionate da Thomas Hanbury alla fine del XIX secolo. Di particolare interesse la testa ideale femminile diademata del I secolo d.C., tradizionalmente identificata con Hera-Giunone, la lastra con tre gladiatori, in origine facente parte di un fregio che decorava il Colosseo a Roma, e il rilievo con un’aquila stefanefora (recante nel becco una corona) spiegata fra i busti di Sol e Luna, attribuita al culto di Iuppiter Dolichenus, datata tra tardo II e il III secolo d.C.
- Sala 5: "Le ceramiche", raccolta di ceramiche sigillate di epoca romana (Olla e collezione di lucerne).
- Sala 6: "Vetri e metalli", con vetri rinvenuti nella necropoli occidentale di Albintimilium (flaconi per profumi e spezie, coppe, bicchieri...), fra cui la celebre coppa decorata con la figura di ictiocentauro che nuota in un mare di pesci proveniente dalle officine di Colonia Agrippina (attuale Colonia in Germania), del III secolo d.C.,
- Sala 7: "Verso Albintimilium", ricostruzione delle aree della Necropoli occidentale di Albintimilium, collocata nel bastione di levante della fortezza.

## Galleria d'immagini

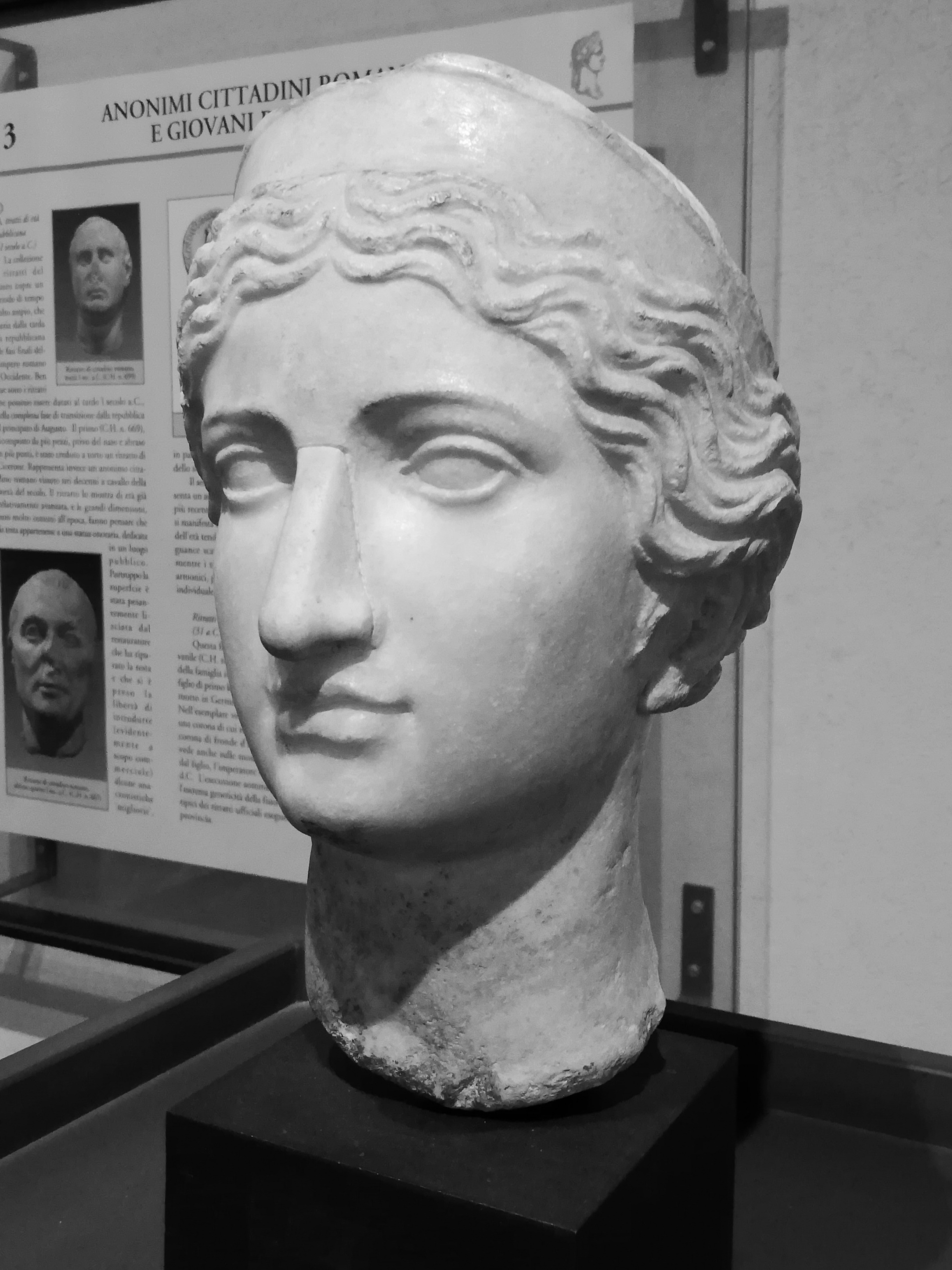
Testa di Giunone Diademata
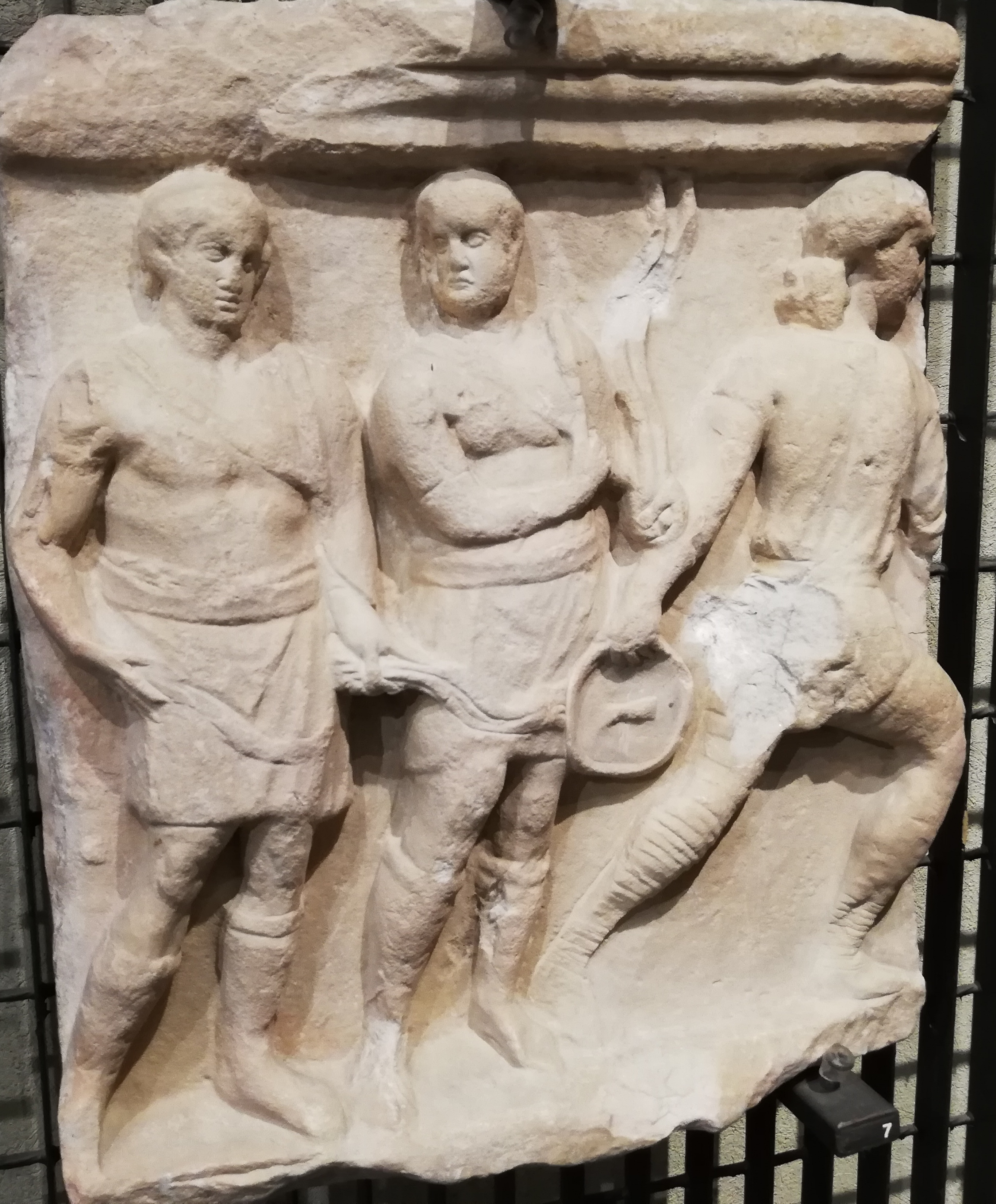
Rilievo con tre gladiatori
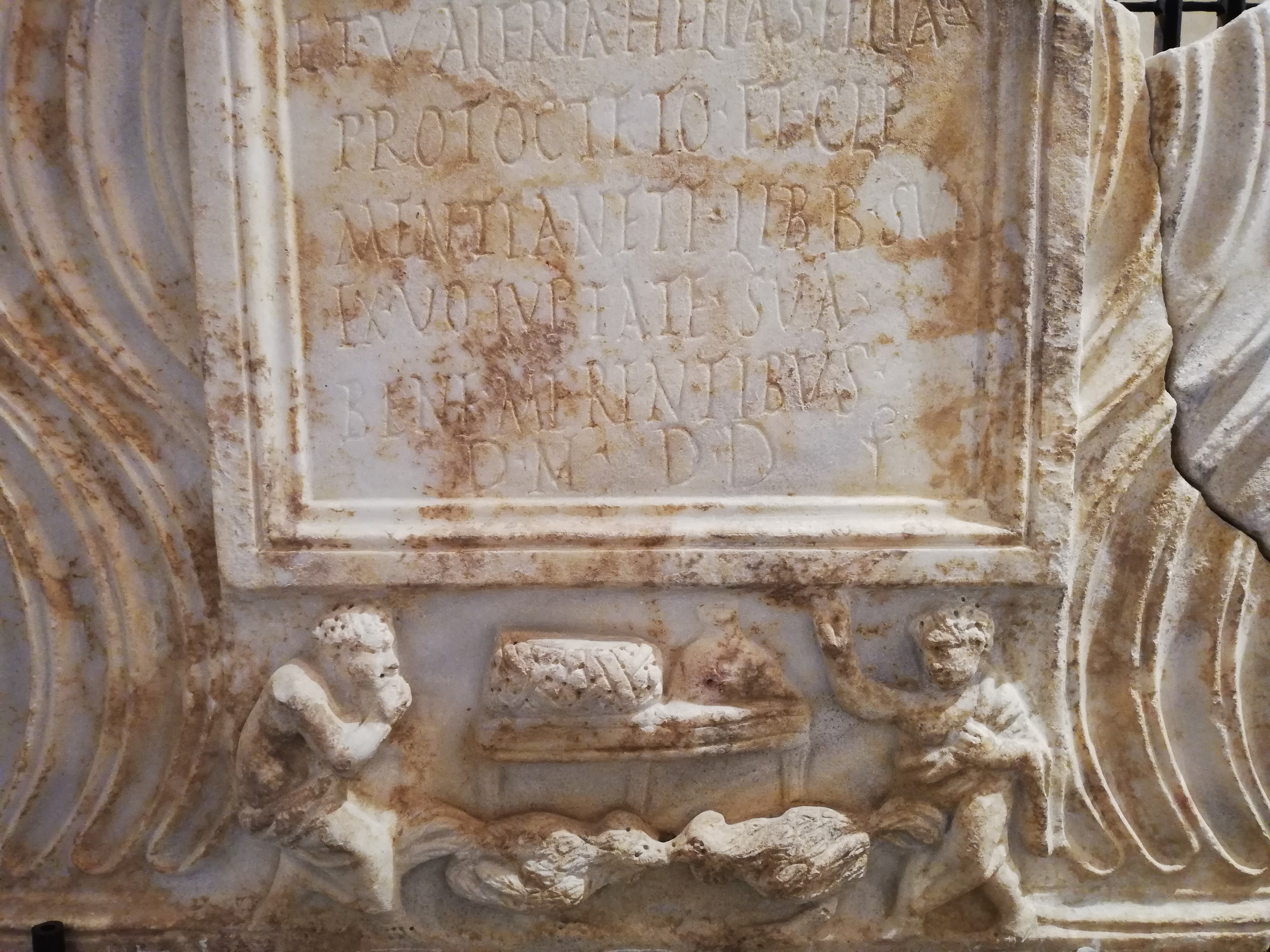
Sarcofago strigilato, combattimento di galli